# Nightbitch
Nightbitch is een Amerikaanse zwarte filmkomedie uit 2024, geschreven en geregisseerd door Marielle Heller. De film is gebaseerd op de gelijknamige magisch realistische roman van Rachel Yoder uit 2021. De hoofdrollen worden vertolkt door Amy Adams en Scoot McNairy.

## Verhaal
De film vertelt het satirisch verhaal over een voormalig kunstenares die een gefrustreerde huisvrouw is geworden en soms van de ene op de andere dag in een hond verandert.

## Rolverdeling
| Acteur                    | Personage  |
| ------------------------- | ---------- |
| Amy Adams                 | moeder     |
| Scoot McNairy             | echtgenoot |
| Arleigh en Emmett Snowden | zoon       |
| Zoë Chao                  | Jen        |
| Mary Holland              | Miriam     |
| Ella Thomas               | Naya       |
| Archana Rajan             | Liz        |
| Jessica Harper            | Norma      |

## Productie
In juli 2020 verwierf Annapurna Pictures de filmrechten op de toen nog niet gepubliceerde roman Nightbitch, geschreven door Rachel Yoder, met Amy Adams als hoofdrolspeler en producent. Stacy O'Neil van Adams' productiebedrijf Bond Group Entertainment zou de film coproduceren naast Megan Ellison, Sue Naegle en Sammy Scher, terwijl Yoder zou optreden als uitvoerend producent. Filmmaker Marielle Heller begon tijdens de coronapandemie de film in stilte te ontwikkelen samen met Adams.

### Filmopnames
De filmopnames zouden oorspronkelijk in september 2022 van start gaan in Los Angeles. Het filmen begon uiteindelijk in oktober 2022.

## Release en ontvangst
Nightbitch ging op 8 september 2024 in première op het Internationaal filmfestival van Toronto. Oorspronkelijk was voorzien dat de film ging vertoond worden op de streamingdienst Hulu maar later werd dit gewijzigd naar een bioscooprelease op 6 december 2024.
De film kreeg middelmatige kritieken van de filmcritici, met een score van 57% op Rotten Tomatoes, gebaseerd op 173 beoordelingen.

## Prijzen en nominaties
De belangrijkste:
| Jaar | Prijs                                   | Categorie                                      | Genomineerde(n) | Uitslag       |
| ---- | --------------------------------------- | ---------------------------------------------- | --------------- | ------------- |
| 2025 | Golden Globes                           | Beste actrice in een film – musical of komedie | Amy Adams       | Genomineerd   |
| 2025 | Film Independent Spirit Awards          | Beste hoofdrol                                 | Amy Adams       | In afwachting |
| 2025 | Film Independent Spirit Awards          | Beste montage                                  | Anne McCabe     | In afwachting |
| 2024 | Internationaal filmfestival van Toronto | Tribute Perfomer Award                         | Amy Adams       | Gewonnen      |